# 严树棠
严树棠（1910年—1998年），陕西临潼人，中华人民共和国工商业者、政治人物，中国民主建国会甘肃省委员会原主任委员，甘肃省政协原副主席，第五届全国人大代表。